# Брукс, Уильям Роберт
Уильям Роберт Брукс (англ. William Robert Brooks, 1844 −1922) — американский астроном.

## Биография
Родился в Мейдстоне (Англия), с 1857 жил в США. В 1874 в Фелпсе (штат Нью-Йорк) построил 2-дюймовый рефрактор и 5-дюймовый рефлектор, в 1882-9-дюймовый рефлектор на азимутальной монтировке. С 1888 — директор обсерватории в Женеве (близ Фелпса), принадлежавшей любителю астрономии У. Смиту. С 1900-профессор астрономии колледжа в Джениве (США).
Известен открытиями комет. За 29 лет наблюдений (1883—1912) в Фелпсе и Женеве открыл 24 новые кометы. 1 сентября 1883 обнаружил комету, которая оказалась тождественной комете, открытой в 1812 французским астрономом Ж. Л. Понсом. Она получила название кометы Понса-Брукса; её период обращения равен 70,88 года. В 1889 открыл периодическую комету, названную кометой Брукса 2; период её обращения — 6,72 года. Брукс одним из первых применил фотографию в астрономии.
Премия Лаланда Парижской АН (1904), Золотая медаль и диплом Мексиканского астрономического общества.